# Mabombe
Mabombe est un village du département du Nkam au Cameroun. Situé dans l'arrondissement de Nkondjock, il est localisé à 8 km de Nkondjock, sur la route qui lie Bafang à Nkondjock. 

## Population et environnement
En 1967, le village de Mabombe  avait 49 habitants. La population est essentiellement composée des Mbang. La population de Mabombe était de 535 habitants dont 255 hommes et 280 femmes, lors du recensement de 2005. 